# 敬天寺十層石塔

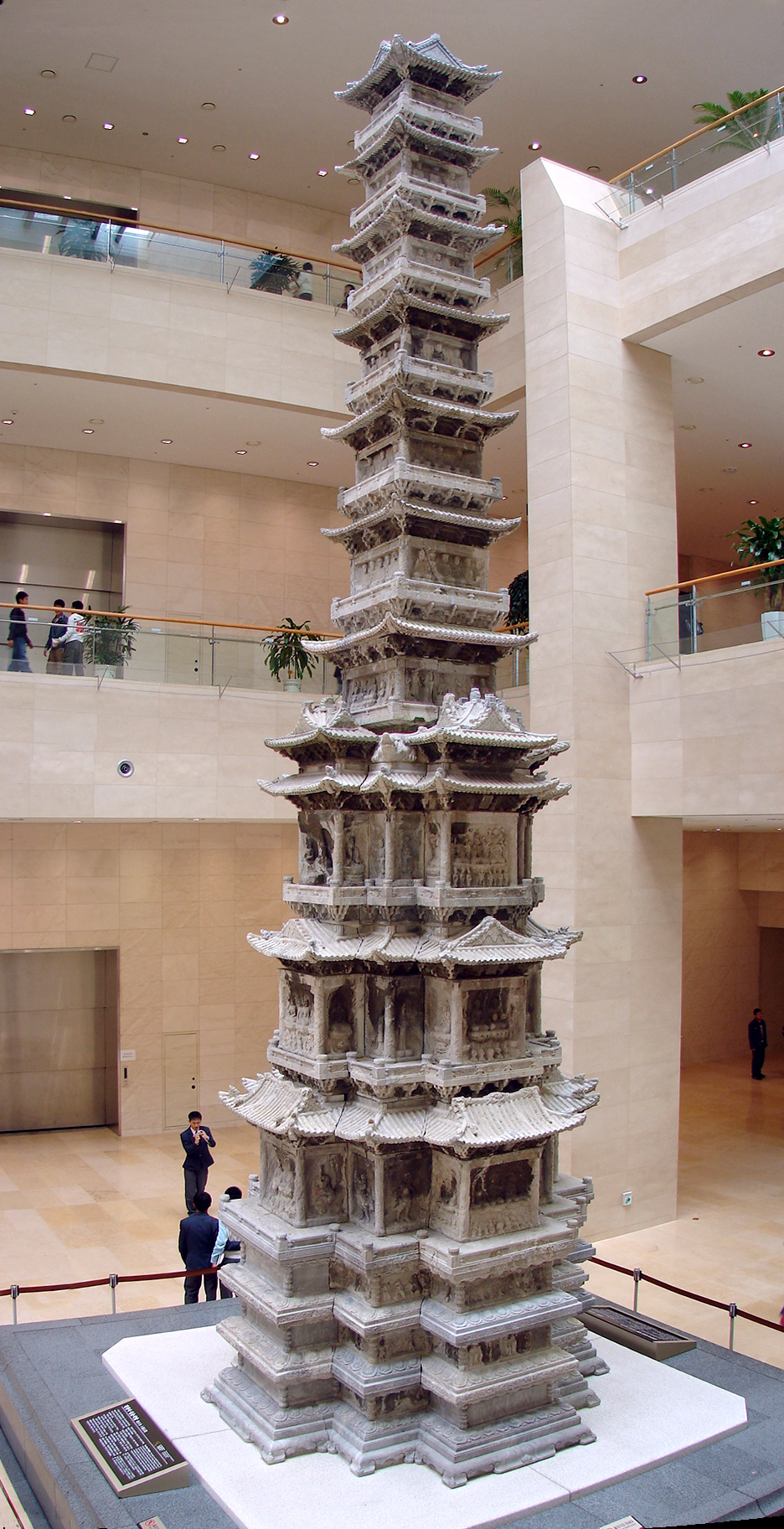
在韩国国立中央博物馆內的石塔

敬天寺十層石塔（韓語：개성 경천사 터 십층석탑）是大韓民國國寶第86號。這座石塔建于高麗忠穆王四年（西元1348年）。由三個部分組成的石塔；塔座上雕刻有獅子及《西遊記》中的場面和羅漢等圖案；塔身雕刻有木質建築上常見的欄杆、斗拱和屋脊；石塔四周皆雕刻有許多佛像與菩薩像。